# 乌戈·阿亚拉
乌戈·阿亚拉（西班牙語：Hugo Ayala，1987年3月31日—），墨西哥男子足球运动员。他曾代表墨西哥参加2007年泛美运动会足球比赛，获得一枚铜牌。他也曾入选2018年国际足联世界杯墨西哥队名单。

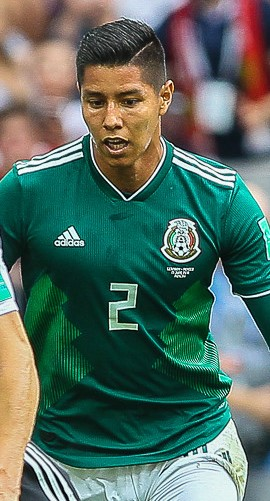
2018年